# مملسة بول الخيل
مملسة بول الخيل (الاسم العلمي: Pediococcus urinaeequi) هي نوع من البكتيريا تتبع جنس المملسة من فصيلة الملبنات.